# Podgorje ob Sevnični
Podgorje ob Sevnični je naselje v Občini Sevnica.